# STS-99
STS-99, voluit Space Transportation System-99, was een spaceshuttlemissie van de Endeavour naar het Internationaal ruimtestation ISS. Naast materiaal vervoerde de vlucht de bemanningsleden om te helpen met de Shuttle Radar Topography Mission.

## Bemanning
| Positie            | Lancering                      | Landing                        |                               |
| ------------------ | ------------------------------ | ------------------------------ | ----------------------------- |
| Bevelhebber        | Kevin Kregel 4e ruimtevlucht   | Kevin Kregel 4e ruimtevlucht   |                               |
| Piloot             | Dominic Gorie 2e ruimtevlucht  | Dominic Gorie 2e ruimtevlucht  |                               |
| Missiespecialist 1 | Gerhard Thiele 1e ruimtevlucht | Gerhard Thiele 1e ruimtevlucht |                               |
| Missiespecialist 2 | Janet Kavandi 2e ruimtevlucht  | Janet Kavandi 2e ruimtevlucht  | Janet Kavandi 2e ruimtevlucht |
| Missiespecialist 3 | Janice Voss 5e ruimtevlucht    | Janice Voss 5e ruimtevlucht    | Janice Voss 5e ruimtevlucht   |
| Missiespecialist 4 | Mamoru Mohri 2e ruimtevlucht   | Mamoru Mohri 2e ruimtevlucht   | Mamoru Mohri 2e ruimtevlucht  |

## Media

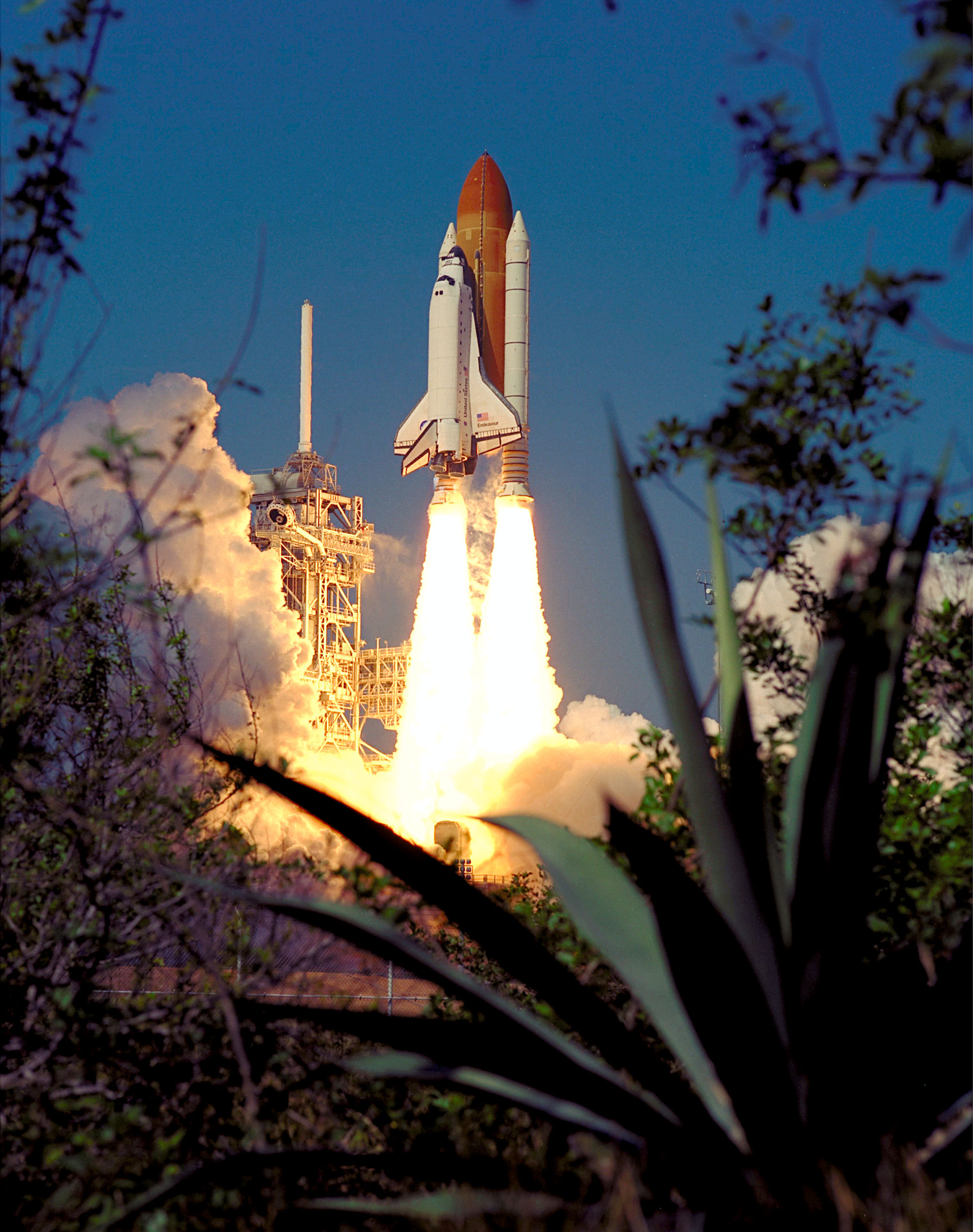
Lancering
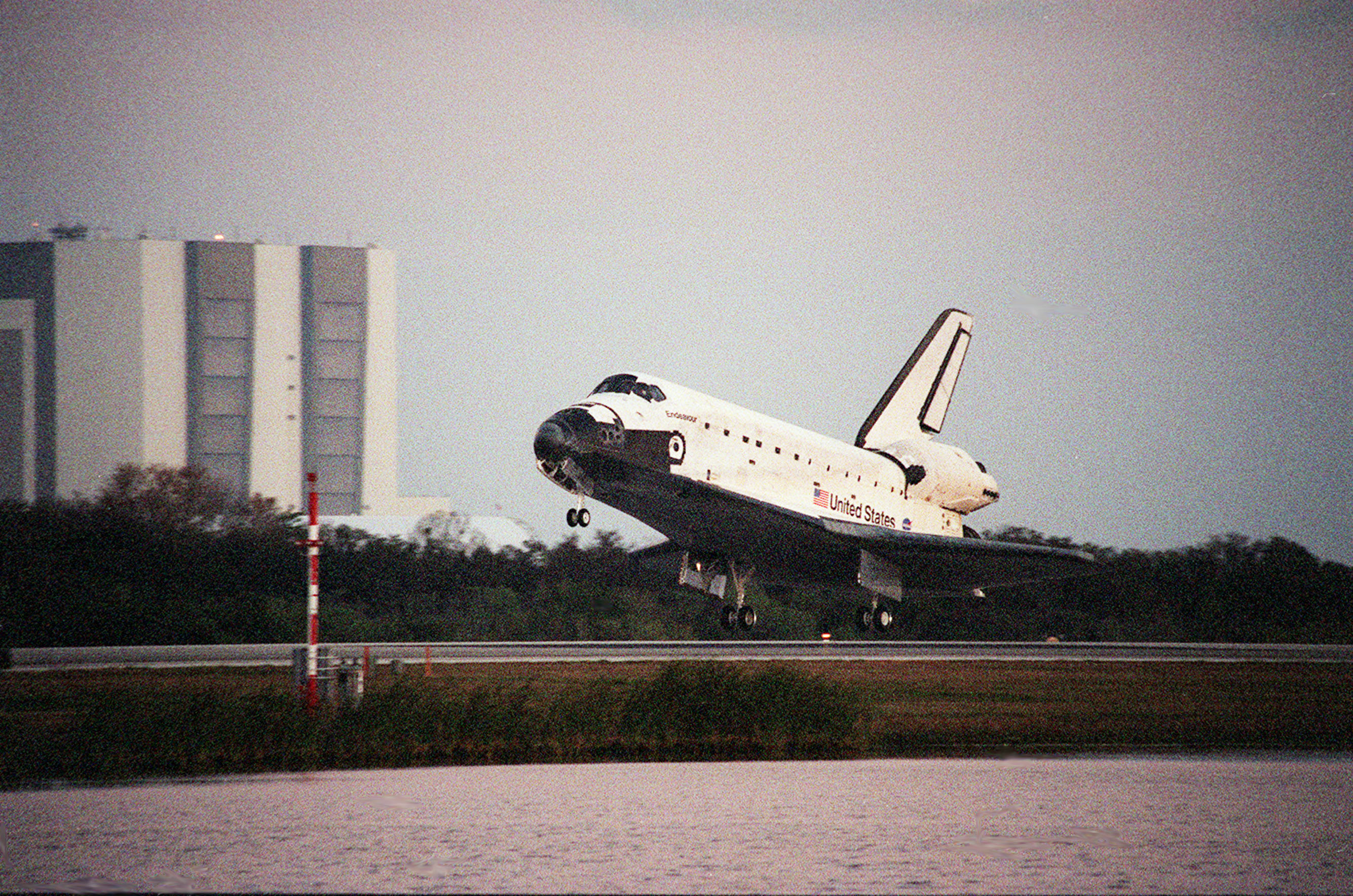
Landing

STS-49 · STS-47 · STS-54 · STS-57 · STS-61 · STS-59 · STS-68 · STS-67 · STS-69 · STS-72 · STS-77 · STS-89 · STS-88 · STS-99 · STS-97 · STS-100 · STS-108 · STS-111 · STS-113 · STS-118 · STS-123 · STS-126 · STS-127 · STS-130 · STS-134